# Ezequiel Martínez Estrada
Ezequiel Martínez Estrada, (San José de la Esquina, província de Santa Fe, Argentina, 14 de setembro de 1895 - Bahía Blanca, 4 de novembro de 1964) foi um escritor, poeta, ensaísta, crítico literário e biógrafo argentino. Recebeu duas vezes o Prêmio Nacional de Literatura, em 1933 por sua obra poética e em 1937 pelo ensaio "Radiografia do Pampa". Foi presidente da Sociedade Argentina de Escritores (SADE) de 1933 a 1934 e de 1942 a 1946.

## Biografia

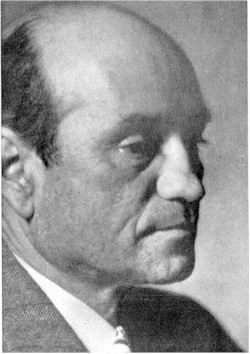
Ezequiel Martínez Estrada

Santafesino de nascimento, sua família se mudou à localidade de Goyena, no sudeste da província de Buenos Aires, onde seu pai abriu um armazém. Depois da separação de seus pais em 1907, viajou à cidade de Buenos Aires, onde viveu com sua tia Elisa e estudou no Colegio Avellaneda. Por razões econômicas necessitou interromper seus estudos e começou a trabalhar no Correio Central de Buenos Aires.